# Saint-Pierre-lès-Bitry
Saint-Pierre-lès-Bitry é uma comuna francesa na região administrativa de Altos da França, no departamento de Oise. Estende-se por uma área de 3,42 km². Em 2010 a comuna tinha 145 habitantes (densidade: 42,4 hab./km²).